# Je tremble ô matador
Pour plus de détails, voir Fiche technique et Distribution.
Je tremble ô matador est un drame historique chilien, argentin et mexicain réalisé par Rodrigo Sepúlveda et sorti en 2020.

## Fiche technique
- Titre original : Tengo miedo torero
- Réalisation : Rodrigo Sepúlveda
- Scénario : Rodrigo Sepúlveda, Pedro Lemebel et Juan Elias Tovar
- Musique : Pedro Aznar
- Décors : Martin Arriagada
- Costumes : Carolina Espina
- Photographie : Sergio Armstrong
- Montage : Ana Godoy
- Production : Jorge López Vidales, Lucas Engel, Florencia Larrea, Gregorio González, Ezequiel Borovinsky, Alejandro Israel et Diego Martínez Ulanosky
  - Production déléguée : Stanley Preschutti
- Sociétés de production : Forastero, Grandave International, Tornado, Caponeto et Zapik Films
- Société de distribution : Outplay
- Pays de production :  Chili,  Argentine et  Mexique
- Langue originale : espagnol
- Format : couleur — 2,35:1
- Genre : drame historique
- Durée : 93 minutes
- Dates de sortie :
  - Italie : 10 septembre 2020 (Venise)
  - Argentine : 15 octobre 2020
  - Suisse : 22 janvier 2021
  - France : 15 juin 2022

## Distribution
- Alfredo Castro : La Loca del Frente
- Leonardo Ortizgris : Carlos
- Julieta Zylberberg : Laura
- Amparo Noguera : Doña Olguita
- Luis Gnecco : Myma
- Sergio Hernández : Rana
- Ezequiel Díaz : Lupe
- Paulina Urrutia : Doña Clarita